# Elezioni comunali in Lombardia del 2017
L'11 giugno 2017 (con ballottaggio il 25 giugno) in Lombardia si tennero le elezioni per il rinnovo di numerosi consigli comunali.

## Milano

### Abbiategrasso
| Candidati e Liste                      | Voti   | %      | Seggi |
| -------------------------------------- | ------ | ------ | ----- |
| Cesare Francesco Nai                   | 5.017  | 37,25  | -     |
| Nai Sindaco                            | 1.430  | 11,74  | 5     |
| Lega Nord                              | 1.067  | 8,76   | 4     |
| Forza Italia                           | 995    | 8,17   | 3     |
| Abbiategrasso Merita                   | 988    | 8,11   | 3     |
| Fratelli d'Italia - Alleanza Nazionale | 227    | 1,86   | -     |
| Domenico Finiguerra                    | 3.560  | 26,43  | 1     |
| Cambiamo Abbiategrasso                 | 2.313  | 18,98  | 3     |
| Abbiategrasso Bene Comune              | 567    | 4,65   | -     |
| Emanuele Pasquale Granziero            | 1.960  | 14,55  | 1     |
| Partito Democratico                    | 1.687  | 13,85  | 2     |
| Energie per Abbiategrasso              | 184    | 1,51   | -     |
| Luigi Alberto Tarantola                | 1.086  | 8,06   | 1     |
| Ricominiciamo Insieme                  | 1.026  | 8,42   | -     |
| Barbara De Angeli                      | 1.084  | 8,05   | 1     |
| Movimento 5 Stelle                     | 1.017  | 8,35   | -     |
| Emilio Florio                          | 393    | 2,92   | -     |
| Rifondazione Comunista                 | 338    | 2,77   | -     |
| Claudio Pirola                         | 367    | 2,73   | -     |
| Zyme per Bià                           | 345    | 2,83   | -     |
| Totale alle liste                      | 12.184 | 100,00 | 20    |
| TOTALE                                 | 13.467 | 100,00 | 24    |

### Buccinasco
| Candidati e Liste                      | Voti   | %      | Seggi |
| -------------------------------------- | ------ | ------ | ----- |
| Rino Carmelo Vincenzo Pruiti           | 4.239  | 36,20  | -     |
| Partito Democratico                    | 2.969  | 26,22  | 7     |
| Noi di Buccinasco                      | 1.124  | 9,92   | 3     |
| Nicolò Licata                          | 3.737  | 31,91  | 1     |
| Forza Italia                           | 1.617  | 14,28  | 2     |
| Lega Nord                              | 1.115  | 9,85   | 1     |
| Fratelli d'Italia - Alleanza Nazionale | 623    | 5,50   | -     |
| Centristi Popolari                     | 291    | 2,57   | -     |
| Alberto Ermanno Maria Schiavone        | 1.987  | 16,97  | 1     |
| Movimento 5 Stelle                     | 1.876  | 16,57  | -     |
| Caterina Romanello                     | 1.229  | 10,50  | 1     |
| Buccirinasco                           | 1.224  | 10,81  | -     |
| Carlo Benedetti                        | 518    | 4,42   | -     |
| Buccinasco Beni Comuni                 | 486    | 4,29   | -     |
| Totale alle liste                      | 11.325 | 100,00 | 13    |
| TOTALE                                 | 11.710 | 100,00 | 16    |

### Cernusco sul Naviglio
| Candidati e Liste                      | Voti   | %      | Seggi |
| -------------------------------------- | ------ | ------ | ----- |
| Ermanno Zacchetti                      | 5.451  | 35,97  | -     |
| Partito Democratico                    | 3.884  | 27,68  | 11    |
| Vivere Cernusco                        | 1.375  | 9,80   | 4     |
| Paola Carmela Malcangio                | 2.964  | 19,56  | 1     |
| Lega Nord                              | 1.558  | 11,10  | 2     |
| Cernusco Primaditutto                  | 475    | 3,39   | -     |
| Fratelli d'Italia - Alleanza Nazionale | 376    | 2,68   | -     |
| Cernusco Popolare                      | 255    | 1,82   | -     |
| Rita Zecchini                          | 2.351  | 15,51  | 1     |
| La Città in Comune                     | 1.194  | 8,51   | 1     |
| Sinistra X Cernusco                    | 796    | 5,67   | -     |
| Gianluigi Frigerio                     | 1.577  | 10,41  | 1     |
| Gianluigi Frigerio Sindaco             | 929    | 6,62   | -     |
| Cernusco Viva                          | 461    | 3,29   | -     |
| Olivia Mabellini                       | 1.019  | 6,72   | 1     |
| Cernusco Civica                        | 628    | 4,48   | -     |
| Cernusco nel Cuore                     | 205    | 1,46   | -     |
| Cinquelune Lista Colombo               | 131    | 0,93   | -     |
| Lorella Villa                          | 935    | 6,17   | 1     |
| Movimento 5 Stelle                     | 910    | 6,49   | -     |
| Ivana Maria Raguzzi                    | 858    | 5,66   | 1     |
| Forza Italia                           | 853    | 6,08   | -     |
| Totale alle liste                      | 14.030 | 100,00 | 18    |
| TOTALE                                 | 15.155 | 100,00 | 24    |

### Garbagnate Milanese
| Candidati e Liste                      | Voti   | %      | Seggi |
| -------------------------------------- | ------ | ------ | ----- |
| Daniele Davide Barletta                | 1.970  | 18,81  | -     |
| Lega Nord                              | 1.389  | 14,16  | 8     |
| Noi con Barletta                       | 273    | 2,78   | 1     |
| Lista Bucci                            | 227    | 2,31   | 1     |
| Mara Bonesi                            | 2.923  | 27,92  | 1     |
| Partito Democratico                    | 2.428  | 24,75  | 2     |
| Insieme per la Nostra Città            | 394    | 4,02   | -     |
| Vincenzo Soleo                         | 1.428  | 13,64  | 1     |
| Fare per Garbagnate                    | 1.394  | 14,21  | -     |
| Simona Maria Travagliati               | 1.368  | 13,06  | 1     |
| Garbagnate in Movimento                | 675    | 6,88   | -     |
| Cambiamo in Comune                     | 546    | 5,56   | -     |
| Domenico Micalizzi                     | 1.343  | 12,83  | 1     |
| Micalizzi Sindaco                      | 552    | 5,63   | -     |
| Forza Italia                           | 499    | 5,09   | -     |
| Ama la Tua Città                       | 105    | 1,07   | -     |
| Fratelli d'Italia - Alleanza Nazionale | 87     | 0,89   | -     |
| Marco Pellegatta                       | 1.058  | 10,10  | -     |
| Lista Partecipazione                   | 547    | 5,57   | -     |
| Lista Condivisione                     | 330    | 3,36   | -     |
| Giuseppe Vacirca                       | 381    | 3,64   | -     |
| Garbagnate Futura                      | 366    | 3,73   | -     |
| Totale alle liste                      | 9.812  | 100,00 | 12    |
| TOTALE                                 | 10.471 | 100,00 | 16    |

### Legnano
| Candidati e Liste                      | Voti   | %      | Seggi |
| -------------------------------------- | ------ | ------ | ----- |
| Gianbattista Fratus                    | 9.196  | 38,78  | -     |
| Lega Nord                              | 4.998  | 22,18  | 10    |
| Forza Italia                           | 2.422  | 10,75  | 4     |
| Fratelli d'Italia - Alleanza Nazionale | 732    | 3,25   | 1     |
| Legnano Futura                         | 499    | 2,21   | -     |
| Proteggiamo Legnano                    | 194    | 0,86   | -     |
| Alberto Centinaio                      | 7.717  | 32,55  | 1     |
| Partito Democratico                    | 5.213  | 23,13  | 4     |
| Insieme per Legnano                    | 1.155  | 5,13   | 1     |
| Più Legnano                            | 404    | 1,79   | 3     |
| Unione Italiana                        | 347    | 1,54   | 1     |
| Progressisti e Socialisti              | 143    | 0,63   | -     |
| Noi della Lombardia X Legnano          | 114    | 0,51   | -     |
| Ornella Ferrario                       | 3.420  | 14,42  | 1     |
| Movimento X Legnano                    | 1.572  | 6,98   | 1     |
| Legnano al Centro                      | 1.481  | 6,57   | -     |
| Andrea Grattarola                      | 1.825  | 7,70   | 1     |
| Movimento 5 Stelle                     | 1.811  | 8,04   | -     |
| Luciano Guidi                          | 1.046  | 4,41   | -     |
| Alternativa Popolare                   | 643    | 2,85   | -     |
| Giovani Popolari                       | 319    | 1,42   | -     |
| Juan Pablo Turri                       | 507    | 2,14   | -     |
| Legnano in Comune                      | 489    | 2,17   | -     |
| Totale alle liste                      | 22.536 | 100,00 | 21    |
| TOTALE                                 | 23.711 | 100,00 | 24    |

### Magenta
| Candidati e Liste                      | Voti   | %      | Seggi |
| -------------------------------------- | ------ | ------ | ----- |
| Chiara Calati                          | 5.036  | 46,43  | -     |
| Lega Nord                              | 1.844  | 17,53  | 4     |
| Forza Italia                           | 1.682  | 15,99  | 4     |
| Magenta Popolare                       | 973    | 9,25   | 2     |
| Fratelli d'Italia - Alleanza Nazionale | 286    | 2,72   | -     |
| Rivoluzione Cristiana                  | 97     | 0,92   | -     |
| Gianmarco Invernizzi                   | 3.330  | 30,70  | 1     |
| Partito Democratico                    | 2.775  | 26,38  | 4     |
| La Città con Marco Invernizzi          | 487    | 4,63   | -     |
| Silvia Minardi                         | 1.207  | 11,13  | 1     |
| Progetto Magenta                       | 1.145  | 10,89  | -     |
| Giovanni Caso                          | 649    | 5,98   | -     |
| Movimento 5 Stelle                     | 636    | 6,05   | -     |
| Giuseppe Rescaldina                    | 624    | 5,75   | -     |
| Assieme Ripartiamo                     | 594    | 5.65   | -     |
| Totale alle liste                      | 10.519 | 100,00 | 14    |
| TOTALE                                 | 10.846 | 100,00 | 16    |

### Melegnano
| Candidati e Liste                         | Voti  | %      | Seggi |
| ----------------------------------------- | ----- | ------ | ----- |
| Rodolfo Bertoli                           | 2.070 | 26,73  | -     |
| Partito Democratico                       | 1.864 | 25,43  | 9     |
| Rinascimento Melegnanese                  | 188   | 2,57   | 1     |
| Raffaela Caputo                           | 2.341 | 30,23  | 1     |
| Forza Italia                              | 1.375 | 18,76  | 2     |
| Fratelli d'Italia - Alleanza Nazionale    | 608   | 8,30   | -     |
| Per Melegnano Lista Civica                | 236   | 3,22   | -     |
| Lucia Rossi                               | 1.747 | 22,56  | 1     |
| Sinistra per Melegnano                    | 786   | 10,72  | 1     |
| Insieme Cambiamo                          | 475   | 6,48   | -     |
| Melegnano Progressista                    | 250   | 3,41   | -     |
| Giuseppe Di Bono                          | 825   | 10,65  | 1     |
| Lega Nord                                 | 723   | 9,86   | -     |
| Partito Pensionati-Melegnano Sicura Etica | 80    | 1,09   | -     |
| Giuseppe Marsico                          | 760   | 9,82   | -     |
| Movimento 5 Stelle                        | 744   | 10,15  | -     |
| Totale alle liste                         | 7.329 | 100,00 | 13    |
| TOTALE                                    | 7.743 | 100,00 | 16    |

### Melzo
| Candidati e Liste                      | Voti  | %      | Seggi |
| -------------------------------------- | ----- | ------ | ----- |
| Antonio Fusé                           | 3.441 | 44,03  | -     |
| Insieme per Melzo                      | 1.463 | 20,07  | 5     |
| Civiltà Melzese                        | 565   | 7,75   | 2     |
| Patto Civico per Melzo                 | 555   | 7,61   | 2     |
| Melzo Futuro e Solidarietà             | 511   | 7,01   | 1     |
| Antonio Camerlengo                     | 1.970 | 25,21  | 1     |
| Lega Nord                              | 1.059 | 14,53  | 1     |
| Forza Italia                           | 538   | 7,38   | 1     |
| Fratelli d'Italia - Alleanza Nazionale | 172   | 1,75   | -     |
| Alternativa Popolare                   | 113   | 1,55   | -     |
| Giorgio Sommariva                      | 1.614 | 20,65  | 1     |
| Partito Democratico                    | 1.205 | 16,53  | 1     |
| Melzo nel Cuore                        | 344   | 4,72   | -     |
| Stefano Palilla                        | 790   | 10,11  | 1     |
| Movimento 5 Stelle                     | 766   | 10,51  | -     |
| Totale alle liste                      | 7.290 | 100,00 | 13    |
| TOTALE                                 | 7.815 | 100,00 | 16    |

### San Donato Milanese
| Candidati e Liste                      | Voti    | %      | Seggi |
| -------------------------------------- | ------- | ------ | ----- |
| Andrea Checchi                         | 6.467   | 48,94  | -     |
| Partito Democratico                    | 4.868   | 38,95  | 13    |
| Noi per la Città                       | 729     | 5,83   | 1     |
| Sando Lab                              | 458     | 3,66   | 1     |
| Cesare Loris Mannucci                  | 2.589   | 19,59  | 1     |
| Forza Italia                           | 1.093   | 8,74   | 2     |
| Lega Nord                              | 917     | 7,33   | 1     |
| Fratelli d'Italia - Alleanza Nazionale | 488     | 3,90   | -     |
| Gina Laura Falbo                       | 2.032   | 15,37  | 1     |
| San Donato Milanese ci Piace!          | 807     | 6,45   | 1     |
| Insieme per San Donato                 | 536     | 4,28   | 1     |
| San Donato Vola                        | 532     | 4,25   | -     |
| Marco Menichetti                       | 840     | 6,35   | 1     |
| San Donato Riparte                     | 810     | 6,48   | -     |
| Desirée Giuliano                       | 750     | 5,67   | 1     |
| Movimento 5 Stelle                     | 735     | 5,88   | -     |
| Nicola Forenza                         | 535     | 4,04   | -     |
| L'Altra San Donato                     | 523     | 4,18   | -     |
| Totale alle liste                      | 12.496  | 100,00 | 20    |
| TOTALE                                 | '13.213 | 100,00 | 24    |

### Senago
| Candidati e Liste                      | Voti  | %      | Seggi |
| -------------------------------------- | ----- | ------ | ----- |
| Magda Beretta                          | 3.912 | 46,52  | -     |
| Lega Nord                              | 1.893 | 23,52  | 6     |
| Vivere Senago                          | 717   | 8,91   | 2     |
| Forza Italia                           | 683   | 8,48   | 2     |
| Senago nel Cuore                       | 288   | 3,57   | -     |
| Fratelli d'Italia - Alleanza Nazionale | 94    | 1,16   | -     |
| Lucio Fois                             | 2.336 | 27,77  | 1     |
| Partito Democratico                    | 1.688 | 20,97  | 2     |
| Insieme per Senago                     | 541   | 6,72   | -     |
| Riccardo Tagni                         | 1.179 | 14,02  | 1     |
| Movimento 5 Stelle                     | 1.163 | 14,45  | 1     |
| Maria Salvatrice Interdonato           | 678   | 8,06   | 1     |
| Rinnovamento Democratico               | 672   | 8,35   | -     |
| Francesco Bilà                         | 304   | 3,61   | -     |
| Sinistra Senago                        | 307   | 3,81   | -     |
| Totale alle liste                      | 8.046 | 100,00 | 13    |
| TOTALE                                 | 8.408 | 100,00 | 16    |

### Sesto San Giovanni
| Candidati e Liste                                   | Voti   | %      | Seggi |
| --------------------------------------------------- | ------ | ------ | ----- |
| Roberto Di Stefano                                  | 7.933  | 26,09  | -     |
| Lega Nord                                           | 2.340  | 8,11   | 3     |
| Forza Italia                                        | 2.324  | 8,05   | 3     |
| Di Stefano Sindaco                                  | 1.985  | 6,88   | 2     |
| Fratelli d'Italia - Alleanza Nazionale              | 662    | 2,29   | -     |
| Partito Liberale Italiano                           | 140    | 0,48   | -     |
| Monica Luigia Chittò                                | 9.417  | 30,97  | 1     |
| Partito Democratico                                 | 6.006  | 20,82  | 4     |
| Insieme con Monica Chittò                           | 1.375  | 4,76   | 1     |
| In Movimento                                        | 854    | 2,96   | -     |
| La Fabbrica della Città                             | 749    | 2,59   | -     |
| Gianpaolo Caponi                                    | 7.371  | 24,24  | 1     |
| Sesto nel Cuore                                     | 3.693  | 12,80  | 4     |
| X Caponi Sindaco                                    | 1.976  | 6,85   | 2     |
| Cittadini di Sesto                                  | 765    | 2,65   | -     |
| #sestoqua                                           | 478    | 1,65   | -     |
| Antonio Rufino Vittorio Foderaro                    | 4.096  | 13,47  | 1     |
| Movimento 5 Stelle                                  | 3.989  | 13,83  | 1     |
| Alessandro Piano                                    | 1.056  | 3,47   | 1     |
| Lista Popolare X Sesto                              | 1.006  | 3,48   | -     |
| Giovanni Urro                                       | 531    | 1,74   | -     |
| Partito Comunista Italiano-Sinistra Anticapitalista | 497    | 1,72   | -     |
| Totale alle liste                                   | 28.839 | 100,00 | 20    |
| TOTALE                                              | 30.404 | 100,00 | 24    |

### Vimodrone
| Candidati e Liste                                   | Voti  | %      | Seggi |
| --------------------------------------------------- | ----- | ------ | ----- |
| Dario Veneroni                                      | 2.388 | 34,64  | -     |
| Vimodrone sei Tu                                    | 1.853 | 28,23  | 8     |
| Il Ponte                                            | 418   | 6,37   | 2     |
| Ilaria Chiaranda                                    | 1.689 | 24,50  | 1     |
| Lega Nord                                           | 1.149 | 17,50  | 2     |
| Forza Italia-Fratelli d'Italia - Alleanza Nazionale | 464   | 7,07   | -     |
| Paola Gallarotti                                    | 1.531 | 22,21  | 1     |
| Vimodrone Futura                                    | 959   | 14,61  | 1     |
| Vimo X Tutti                                        | 300   | 4,57   | -     |
| Futura Mente                                        | 168   | 2,56   | -     |
| Luigi Lonati                                        | 882   | 12,79  | 1     |
| Movimento 5 Stelle                                  | 862   | 13,13  | -     |
| Ivana Broi                                          | 404   | 5,86   | -     |
| Lista Civica Vimodrone                              | 391   | 9,56   | -     |
| Totale alle liste                                   | 6.564 | 100,00 | 13    |
| TOTALE                                              | 6.894 | 100,00 | 16    |

## Brescia

### Darfo Boario Terme
| Candidati e Liste                                          | Voti  | %      | Seggi |
| ---------------------------------------------------------- | ----- | ------ | ----- |
| Ezio Mondini                                               | 3.837 | 51,00  | -     |
| La Civica                                                  | 3.538 | 50,63  | 10    |
| Gianpaolo Rossi                                            | 2.321 | 30,85  | 1     |
| Lega Nord-Fratelli d'Italia - Alleanza Nazionale-L'Arciere | 1.402 | 20,06  | 2     |
| Città Nuova                                                | 514   | 7,36   | 1     |
| Basta Tasse                                                | 245   | 3,51   | -     |
| Fabio Bianchi                                              | 1.365 | 18,14  | 1     |
| Forza Italia                                               | 499   | 7,14   | 1     |
| Per la Nostra Città                                        | 413   | 5,91   | -     |
| Bene Comune                                                | 377   | 5,39   | -     |
| Totale alle liste                                          | 6.988 | 100,00 | 13    |
| TOTALE                                                     | 7.523 | 100,00 | 16    |

### Desenzano del Garda
| Candidati e Liste                      | Voti   | %      | Seggi |
| -------------------------------------- | ------ | ------ | ----- |
| Guido Malinverno                       | 5.753  | 47,67  | -     |
| Lega Nord                              | 1.574  | 14,49  | 3     |
| Forza Italia                           | 1.156  | 10,64  | 2     |
| Desenzano Civica                       | 1.031  | 9,49   | 2     |
| Idee in Comune                         | 814    | 7,49   | 2     |
| Fratelli d'Italia - Alleanza Nazionale | 638    | 5,87   | 1     |
| Valentino Righetti                     | 3.349  | 27,75  | 1     |
| Partito Democratico                    | 2.052  | 18,88  | 2     |
| Righetti per Desenzano                 | 797    | 7,33   | 1     |
| Città Futura                           | 168    | 1,55   | -     |
| Andrea Spiller                         | 1.211  | 10,03  | 1     |
| Movimento 5 Stelle                     | 1.125  | 10,35  | -     |
| Sergio Parolini                        | 942    | 7,81   | 1     |
| Desenzano Popolare                     | 515    | 4,74   | -     |
| Viviamo Desenzano                      | 269    | 2,48   | -     |
| Alessandro Bigi                        | 697    | 5,78   | -     |
| Viva Desenzano                         | 624    | 5,74   | -     |
| Dina Saottini                          | 116    | 0,96   | -     |
| Dina Saottini Sindaco                  | 103    | 0,95   | -     |
| Totale alle liste                      | 10.866 | 100,00 | 13    |
| TOTALE                                 | 12.068 | 100,00 | 16    |

### Gussago
| Candidati e Liste                             | Voti  | %      | Seggi |
| --------------------------------------------- | ----- | ------ | ----- |
| Giovanni Coccoli                              | 2.347 | 30,27  | -     |
| Gussago Insieme                               | 2.248 | 30,44  | 10    |
| Stefano Quarena                               | 2.454 | 31,65  | 1     |
| Lega Nord                                     | 1.495 | 20,24  | 2     |
| Fratelli d'Italia - Alleanza Nazionale        | 431   | 5,84   | -     |
| Riprendiamoci Gussago                         | 379   | 5,13   | -     |
| Stefano Bazzana                               | 1.528 | 19,71  | 1     |
| Partito Democratico                           | 1.130 | 15,30  | 1     |
| Con Voi                                       | 185   | 2,50   | -     |
| Siamo Sale                                    | 132   | 1,79   | -     |
| Luca Aliprandi                                | 972   | 12,54  | 1     |
| Forza Italia-Unione di Centro-Contea di Ronco | 936   | 12,67  | -     |
| Francesco Raucci                              | 453   | 5,84   | -     |
| Sinistra a Gussago-Progetto Bene Comune       | 450   | 6,09   | -     |
| Totale alle liste                             | 7.386 | 100,00 | 13    |
| TOTALE                                        | 7.754 | 100,00 | 16    |

### Palazzolo sull'Oglio
| Candidati e Liste                                       | Voti  | %      | Seggi |
| ------------------------------------------------------- | ----- | ------ | ----- |
| Gabriele Zanni                                          | 4.407 | 47,66  | -     |
| Continuiamo Insieme                                     | 2.896 | 33,11  | 7     |
| San Pancrazio con Zanni Sindaco                         | 754   | 8,62   | 2     |
| Città in Testa                                          | 433   | 4,95   | 1     |
| Stefano Raccagni                                        | 3.839 | 41,52  | 1     |
| Lega Nord                                               | 2.315 | 26,47  | 4     |
| Fratelli d'Italia - Alleanza Nazionale-Palazzolo Cambia | 492   | 5,62   | -     |
| Forza Italia                                            | 484   | 5,53   | -     |
| Impegno Palazzolo                                       | 435   | 4,97   | -     |
| Alessandro Mingardi                                     | 1.001 | 10,83  | 1     |
| Mos Palazzolo                                           | 938   | 10,72  | -     |
| Totale alle liste                                       | 8.747 | 100,00 | 14    |
| TOTALE                                                  | 9.247 | 100,00 | 16    |

## Como

### Como
| Candidati e Liste             | Voti   | %     | Seggi |
| ----------------------------- | ------ | ----- | ----- |
| Mario Landriscina             | 11 642 | 34,73 | -     |
| Forza Italia                  | 3 597  | 11,26 | 7     |
| Lega Nord                     | 3 203  | 10,03 | 6     |
| Insieme per Mario Landriscina | 2 839  | 8,89  | 5     |
| Fratelli d'Italia             | 1 475  | 4,62  | 2     |
| Maurizio Traglio              | 9 011  | 26,68 | 1     |
| Partito Democratico           | 4 539  | 14,21 | 3     |
| Svolta Civica                 | 3 463  | 10,84 | 2     |
| Ecologisti e Reti Civiche     | 653    | 2,04  | –     |
| Alessandro Rapinese           | 7 576  | 22,60 | 1     |
| Rapinese Sindaco              | 7 235  | 22,66 | 3     |
| Bruno Magatti                 | 2 045  | 6,10  | 1     |
| Civitas Progetto Città        | 1 789  | 5,60  | –     |
| Fabio Aleotti                 | 1 812  | 5,40  | 1     |
| Movimento 5 Stelle            | 1 734  | 5,43  | –     |
| Celeste Grossi                | 959    | 2,86  | –     |
| La Prossima Como              | 983    | 3,07  | –     |
| Francesco Scopelliti          | 470    | 1,40  | –     |
| Como Futura                   | 233    | 0,72  | –     |
| Giovane Como                  | 177    | 0,55  | –     |
| Totale alle liste             | 32.382 | 100   | 28    |
| TOTALE                        | 34.011 | 100   | 32    |

### Cantù
| Candidati e Liste                      | Voti   | %      | Seggi |
| -------------------------------------- | ------ | ------ | ----- |
| Edgardo Arosio                         | 7.647  | 49,28  | -     |
| Lega Nord                              | 4.188  | 29,47  | 9     |
| Forza Italia                           | 2.023  | 14,24  | 4     |
| Cantù Sicura                           | 866    | 6,09   | 2     |
| Fratelli d'Italia - Alleanza Nazionale | 296    | 2,08   | -     |
| Francesco Pavesi                       | 4.326  | 27,88  | 1     |
| Lavori in Corso                        | 2.220  | 15,62  | 3     |
| Cantù Rugiada                          | 857    | 6,03   | 1     |
| Frazioni In Corso                      | 427    | 3,00   | 1     |
| Alberto Novati                         | 2.174  | 14,01  | 1     |
| Partito Democratico                    | 1.433  | 10,08  | 2     |
| Vola Cantù                             | 600    | 4,22   | -     |
| Gianpaolo Tagliabue                    | 1.117  | 7,20   | 1     |
| Movimento 5 Stelle                     | 1.063  | 7,48   | -     |
| Franco Liva                            | 253    | 1,63   | -     |
| Forza Nuova                            | 238    | 1,67   | -     |
| Totale alle liste                      | 14.211 | 100,00 | 21    |
| TOTALE                                 | 15.517 | 100,00 | 24    |

### Erba
| Candidati e Liste                      | Voti  | %      | Seggi |
| -------------------------------------- | ----- | ------ | ----- |
| Veronica Airoldi                       | 3.005 | 37,65  | -     |
| Lega Nord                              | 995   | 13,10  | 3     |
| Forza Italia                           | 817   | 10,75  | 3     |
| Veronica Airoldi Sindaco               | 561   | 7,38   | 2     |
| Il Buonsenso Erba                      | 508   | 6,69   | 2     |
| Claudio Ghislanzoni                    | 2.503 | 31,36  | 1     |
| Erba Primaditutto                      | 1.519 | 19,99  | 3     |
| Orgoglio Erbese                        | 308   | 4,05   | -     |
| Fratelli d'Italia - Alleanza Nazionale | 284   | 3,74   | -     |
| Noi di Erba                            | 275   | 3,62   | -     |
| Enrico Ghioni                          | 1.003 | 12,57  | 1     |
| Partito Democratico                    | 730   | 9,61   | -     |
| Erba Domani                            | 162   | 2,13   | -     |
| Incontro ai Giovani                    | 90    | 1,18   | -     |
| Doriano Torchio                        | 917   | 11,49  | 1     |
| Democrazia Partecipata                 | 805   | 10,59  | -     |
| Elisa Quattrone                        | 461   | 5,78   | -     |
| Movimento 5 Stelle                     | 450   | 5,92   | -     |
| Pasquale Rocca                         | 93    | 1,17   | -     |
| Socialisti per Erba                    | 94    | 1,24   | -     |
| Totale alle liste                      | 7.598 | 100,00 | 13    |
| TOTALE                                 | 7.982 | 100,00 | 16    |

## Cremona

### Crema
| Candidati e Liste                      | Voti   | %      | Seggi |
| -------------------------------------- | ------ | ------ | ----- |
| Stefania Bonaldi                       | 7.015  | 43,03  | -     |
| Partito Democratico                    | 3.041  | 20,14  | 8     |
| Crema Bene Comune                      | 1.140  | 7,55   | 3     |
| Cittadini in Comune                    | 1.011  | 6,69   | 2     |
| La Sinistra con Bonaldi Sindaco        | 665    | 4,40   | 1     |
| Crema Città della Bellezza             | 361    | 2,39   | 1     |
| Generazione Crema                      | 123    | 0,81   | -     |
| Enrico Zucchi                          | 6.724  | 41,25  | 1     |
| Forza Italia                           | 2.080  | 13,77  | 3     |
| Lega Nord                              | 1.768  | 11,71  | 2     |
| Chicco Zucchi Sindaco                  | 1.608  | 10,65  | 2     |
| Partito Pensionati                     | 195    | 1,29   | -     |
| Ombriano Viva                          | 188    | 1,24   | -     |
| Fratelli d'Italia - Alleanza Nazionale | 188    | 1,24   | -     |
| Viva Crema Nuova                       | 178    | 1,18   | -     |
| Crema Città Aperta                     | 145    | 0,96   | -     |
| No Invasione                           | 76     | 0,50   | -     |
| Crema Popolare                         | 56     | 0,37   | -     |
| Carlo Andrea Cattaneo                  | 1.413  | 8,67   | 1     |
| Movimento 5 Stelle                     | 1.308  | 8,66   | -     |
| Mimma Aiello                           | 672    | 4,12   | -     |
| Cambiare si Può!                       | 592    | 3,92   | -     |
| Luca Alfredo Grossi                    | 478    | 2,93   | -     |
| Popolo della Famiglia                  | 379    | 2,51   | -     |
| Totale alle liste                      | 15.102 | 100,00 | 22    |
| TOTALE                                 | 16.302 | 100,00 | 24    |

## Lodi

### Lodi
| Candidati e Liste                      | Voti   | %     | Seggi |
| -------------------------------------- | ------ | ----- | ----- |
| Sara Casanova                          | 5 523  | 27,32 | -     |
| Lega Nord                              | 2 730  | 14,22 | 7     |
| Sarà il futuro di Lodi                 | 1 136  | 5,91  | 3     |
| Forza Italia                           | 741    | 3,86  | 2     |
| Fratelli d'Italia - Alleanza Lodigiana | 422    | 2,19  | 1     |
| Pensionati                             | 142    | 0,73  | –     |
| Carlo Gendarini                        | 6 191  | 30,62 | 1     |
| Partito Democratico                    | 3 056  | 15,92 | 4     |
| Gendarini Sindaco – Lodi civica        | 1 212  | 6,31  | 1     |
| Carlo Gendarini Sindaco                | 786    | 4,09  | 1     |
| Lodi Comune Solidale                   | 732    | 3,81  | –     |
| Lodi in Prima Persona                  | 262    | 1,36  | –     |
| Lorenzo Maggi                          | 3 133  | 15,49 | 1     |
| La svolta per Lodi                     | 876    | 4,56  | 2     |
| Giovani per Lodi                       | 832    | 4,33  | 2     |
| Uniti per Lodi                         | 684    | 3,56  | 1     |
| Passione per Lodi                      | 549    | 2,86  | 1     |
| Massimo Casiraghi                      | 1 938  | 9,58  | 1     |
| Movimento 5 Stelle                     | 1 880  | 9,79  | 1     |
| Giuliana Cominetti                     | 1 426  | 7,05  | 1     |
| Cominetti sindaco                      | 744    | 3,87  | –     |
| Lodi è futuro                          | 479    | 2,49  | –     |
| Stefano Caserini                       | 1 178  | 5,82  | 0+1   |
| 110&Lodi                               | 1 133  | 5,90  | –     |
| Luca Scotti                            | 826    | 4,08  | 0+1   |
| Lodi al Centro                         | 799    | 4,16  | –     |
| Totale alle liste                      | 19.195 | 100   | 26    |
| TOTALE                                 | 20.215 | 100   | 32    |

## Mantova

### Castiglione delle Stiviere
| Candidati e Liste       | Voti  | %      | Seggi |
| ----------------------- | ----- | ------ | ----- |
| Enrico Volpi            | 4.399 | 47,71  | 1     |
| Lega Nord               | 1.874 | 21,52  | 5     |
| Forza Italia            | 1.387 | 15,93  | 3     |
| Insieme per Castiglione | 928   | 10,66  | 2     |
| Alessandro Novellini    | 2.911 | 31,57  | 1     |
| Partito Democratico     | 1.704 | 19,57  | 3     |
| Agire                   | 502   | 5,76   | -     |
| Progetto Castiglione    | 466   | 5,35   | -     |
| Stefano Finadri         | 962   | 10,43  | 1     |
| Castiglione Civica      | 952   | 10,93  | -     |
| Lucia Zanotti           | 948   | 10,28  | 1     |
| Movimento 5 Stelle      | 896   | 10,29  | -     |
| Totale alle liste       | 8.709 | 100,00 | 13    |
| TOTALE                  | 9.220 | 100,00 | 16    |

## Monza e della Brianza

### Monza
| Candidati e Liste                      | Voti   | %     | Seggi |
| -------------------------------------- | ------ | ----- | ----- |
| Dario Allevi                           | 19 344 | 39,84 | -     |
| Lega Nord                              | 6 562  | 14,21 | 7     |
| Forza Italia                           | 5 988  | 12,97 | 6     |
| Noi con Allevi                         | 3 348  | 7,25  | 3     |
| Fratelli d'Italia - Alleanza Nazionale | 1 784  | 3,86  | 2     |
| Monza Futura                           | 890    | 1,92  | -     |
| Roberto Scanagatti                     | 19 379 | 39,91 | 1     |
| Partito Democratico                    | 13 728 | 29,74 | 7     |
| Monza per Scanagatti                   | 3 038  | 6,58  | 1     |
| LabMonza                               | 1 383  | 2,99  | –     |
| Danilo Sindoni                         | 3 711  | 7,64  | 1     |
| Movimento 5 Stelle                     | 3 647  | 7,90  | 1     |
| Pierfranco Maffé                       | 2 540  | 5,23  | 1     |
| Monza con Maffè                        | 2 005  | 4,34  | 1     |
| Io Cambio                              | 374    | 0,81  | –     |
| Paolo Piffer                           | 2 352  | 4,84  | 1     |
| CivicaMente                            | 2 212  | 4,79  | –     |
| Michele Quitadamo                      | 623    | 1,28  | –     |
| Sinistra Alternativa (PRC-PCI)         | 616    | 1,33  | –     |
| Manuela Ponti                          | 601    | 1,23  | –     |
| Popolo della Famiglia                  | 579    | 1,25  | –     |
| Totale alle liste                      | 46.154 | 100   | 28    |
| TOTALE                                 | 48.550 | 100   | 32    |

### Cesano Maderno
| Candidati e Liste                      | Voti   | %      | Seggi |
| -------------------------------------- | ------ | ------ | ----- |
| Maurilio Ildefonso Longhin             | 6.945  | 46,06  | -     |
| Partito Democratico                    | 3.135  | 21,74  | 8     |
| Vivi Cesano                            | 1.777  | 12,32  | 4     |
| Alleanze Civiche                       | 877    | 6,08   | 2     |
| Unione di Centro                       | 673    | 4,67   | 1     |
| La Cesano che Vogliamo                 | 161    | 1,12   | -     |
| Luca Bosio                             | 4.881  | 32,37  | 1     |
| Lega Nord                              | 1.823  | 12,64  | 2     |
| #Voltiamopagina                        | 1.398  | 9,70   | 2     |
| Forza Italia                           | 1.188  | 8,24   | 1     |
| Fratelli d'Italia - Alleanza Nazionale | 257    | 1,78   | -     |
| Un Futuro per Cesano                   | 72     | 0,50   | -     |
| Dario Pizzarelli                       | 1.471  | 9,76   | 1     |
| Movimento 5 Stelle                     | 1.378  | 9,56   | 1     |
| Nadia Elisa Speronello                 | 1.394  | 9,25   | 1     |
| Passione Civica                        | 1.342  | 9,31   | -     |
| Luca Giugno                            | 386    | 2,56   | -     |
| Forza Nuova                            | 337    | 2,34   | -     |
| Totale alle liste                      | 14.418 | 100,00 | 21    |
| TOTALE                                 | 15.077 | 100,00 | 24    |

### Lentate sul Seveso
| Candidati e Liste               | Voti  | %      | Seggi |
| ------------------------------- | ----- | ------ | ----- |
| Laura Cristina Paola Ferrari    | 4.052 | 62,70  | -     |
| Lega Nord                       | 1.865 | 30,31  | 5     |
| Forza Italia                    | 1.346 | 21,87  | 4     |
| Vivere Lentate                  | 321   | 5,22   | 1     |
| Partito Pensionati              | 318   | 5,17   | -     |
| Marco Antonio Luigi Cappelletti | 2.411 | 37,30  | 1     |
| Partito Democratico             | 1.718 | 27,92  | 4     |
| Cittadini per Lentate           | 586   | 9,52   | 1     |
| Totale alle liste               | 6.154 | 100,00 | 15    |
| TOTALE                          | 6.463 | 100,00 | 16    |

### Lissone
| Candidati e Liste                      | Voti   | %      | Seggi |
| -------------------------------------- | ------ | ------ | ----- |
| Concettina Monguzzi                    | 6.431  | 37,36  | -     |
| Concetta Monguzzi Sindaco              | 2.444  | 14,85  | 6     |
| Partito Democratico                    | 2.061  | 12,52  | 5     |
| Il Listone                             | 1.104  | 6,71   | 3     |
| Lissone Bene Comune                    | 355    | 2,16   | 1     |
| Fabio Meroni                           | 6.862  | 39,87  | 1     |
| Lega Nord                              | 2.804  | 17,04  | 3     |
| Forza Italia                           | 1.967  | 11,95  | 2     |
| Per Lissone Oggi                       | 843    | 5,12   | 1     |
| Lissone in Movimento                   | 828    | 4,71   | 1     |
| Meroni 2022                            | 652    | 3,96   | -     |
| Fratelli d'Italia - Alleanza Nazionale | 495    | 3,01   | -     |
| Emanuele Sana                          | 1.745  | 10,14  | 1     |
| Movimento 5 Stelle                     | 1.711  | 10,40  | -     |
| Roberto Perego                         | 1.591  | 9,24   | 1     |
| Lissone in Movimento                   | 1.091  | 6,63   | -     |
| Lissone Futuro                         | 356    | 2,16   | -     |
| Mauro Guglielmin                       | 464    | 2,70   | -     |
| Lissone la Mia Città                   | 460    | 2,80   | -     |
| Filippo Piacere                        | 120    | 0,70   | -     |
| Partito Comunista dei Lavoratori       | 113    | 0,69   | -     |
| Totale alle liste                      | 16.456 | 100,00 | 21    |
| TOTALE                                 | 17.213 | 100,00 | 24    |

### Meda
| Candidati e Liste                      | Voti  | %      | Seggi |
| -------------------------------------- | ----- | ------ | ----- |
| Luca Santambrogio                      | 4.074 | 42,05  | -     |
| Lega Nord                              | 2.372 | 26,43  | 7     |
| Forza Italia                           | 922   | 10,28  | 2     |
| Fratelli d'Italia - Alleanza Nazionale | 397   | 4,42   | 1     |
| Civiltà Italiana                       | 113   | 1,26   | -     |
| Giovanni Giuseppe Caimi                | 3.448 | 35,59  | -     |
| Partito Democratico                    | 2.126 | 23,69  | 2     |
| Gianni Caimi Sindaco                   | 1.068 | 11,90  | 1     |
| Vermondo Busnelli                      | 1.444 | 14,91  | 1     |
| Meda per Tutti                         | 836   | 9,32   | -     |
| Lista Civica per Meda                  | 461   | 1,54   | -     |
| Giorgio Fiorenzo Taveggia              | 722   | 7,45   | 1     |
| Lega con Taveggia Sindaco              | 506   | 5,64   | -     |
| Il Movimento Civico                    | 172   | 1,92   | -     |
| Totale alle liste                      | 8.973 | 100,00 | 13    |
| TOTALE                                 | 9.688 | 100,00 | 16    |

## Pavia

### Mortara
| Candidati e Liste                      | Voti  | %      | Seggi |
| -------------------------------------- | ----- | ------ | ----- |
| Marco Facchinotti                      | 2.959 | 45,88  | -     |
| Lega Nord                              | 2.108 | 34,47  | 8     |
| Viviamo Mortara                        | 727   | 11,89  | 2     |
| Marco Barbieri                         | 1.103 | 17,10  | 1     |
| Partito Democratico                    | 571   | 9,34   | 1     |
| Noi, Mortara                           | 434   | 7,10   | -     |
| Daniela Bio                            | 850   | 13,18  | 1     |
| Forza Italia                           | 732   | 11,97  | 1     |
| Fratelli d'Italia - Alleanza Nazionale | 116   | 1,90   | 1     |
| Paola Amedea Savini                    | 789   | 12,23  | 1     |
| Le Nostre Forze per Mortara            | 564   | 9,22   | -     |
| In Movimento per Mortara               | 167   | 2,73   | -     |
| Giuseppe Abbà                          | 749   | 11,61  | 1     |
| Rifondazione Comunista                 | 518   | 8,47   | -     |
| Mortara Bene Comune                    | 179   | 2,93   | -     |
| Totale alle liste                      | 6.116 | 100,00 | 12    |
| TOTALE                                 | 6.450 | 100,00 | 16    |

## Varese

### Cassano Magnago
| Candidati e Liste          | Voti  | %      | Seggi |
| -------------------------- | ----- | ------ | ----- |
| Nicola Poliseno            | 5.664 | 58,90  | -     |
| Poliseno Sindaco           | 5.541 | 59,24  | 10    |
| Cosimo Mottura             | 1.988 | 20,67  | 1     |
| Partito Democratico        | 1.547 | 16,54  | 2     |
| In Movimento per Cassano   | 367   | 3,92   | -     |
| Giovanni Battistella       | 1.965 | 20,43  | 1     |
| Lega Nord                  | 1.580 | 16,89  | 2     |
| Giovani Stelle per Cassano | 195   | 2,08   | -     |
| Donne e Lavoro             | 124   | 1,33   | -     |
| Totale alle liste          | 9.354 | 100,00 | 14    |
| TOTALE                     | 9.617 | 100,00 | 16    |

### Tradate
| Candidati e Liste       | Voti  | %      | Seggi |
| ----------------------- | ----- | ------ | ----- |
| Dario Galli             | 4.401 | 49,10  | -     |
| Lega Nord               | 2.601 | 30,79  | 7     |
| Movimento Prealpino     | 864   | 10,23  | 2     |
| Forza Italia            | 579   | 6,85   | 1     |
| Tradate Libera          | 205   | 2,43   | -     |
| Laura Fiorina Cavalotti | 3.149 | 35,13  | 1     |
| Partito Democratico     | 1.969 | 23,31  | 3     |
| Partecipare Insieme 2.0 | 617   | 7,30   | 1     |
| Sinistra X Tradate      | 297   | 3,52   | -     |
| Alfio Plebani           | 680   | 7,59   | 1     |
| Innovazione Civica      | 419   | 4,96   | -     |
| Energia e Futuro        | 173   | 2,05   | -     |
| Emilia De Benedetto     | 524   | 5,85   | -     |
| Movimento 5 Stelle      | 527   | 6,24   | -     |
| Massimiliano Russo      | 210   | 2,34   | -     |
| Etica                   | 197   | 2,33   | -     |
| Totale alle liste       | 8.448 | 100,00 | 14    |
| TOTALE                  | 8.964 | 100,00 | 16    |